# بیکنزفیلد
longitudeبیکنزفیلدlatitudeبیکنزفیلد
بِکِنزفیلد (به انگلیسی: Beaconsfield) یک شهر بازاری در منطفه ساوت‌باکس باکینگهامشایر در کشور انگلستان واقع در پادشاهی متحد بریتانیای کبیر و ایرلند شمالی است.

## خصوصیات
بکونزفیلد ۱۲٬۰۸۱ نفر جمعیت دارد.

## خواهرخوانده
شهر لانگر خواهرخواندهٔ بکونزفیلد هست.